# Makaronésie

Ostrovy Makaronésie

Makaronésie nebo Makaronéské ostrovy (nesprávně Makronésie jako falešné opozitum k Mikronésii) je souhrnný název pro skupinu ostrovů v Atlantském oceánu západně od Pyrenejského poloostrova a severní Afriky. Pojmenování pochází z antické doby, staří Řekové je nazývali μακάρων νήσοι (makarón – šťastné, nésoi – ostrovy).
Z hlediska geografie zahrnuje:
- Azorské ostrovy (Portugalsko)
- Kanárské ostrovy (Španělsko)
- Kapverdy (Ostrovy zeleného mysu; do roku 1975 portugalské, nyní nezávislá republika)
- Madeirské souostroví (Portugalsko)

Jako geobotanický termín zahrnuje navíc:
- pobřežní pásmo jižního Maroka[1]

## Makaronésie v geobotanice
Mezi jednotlivými ostrovy Makaronésie existuje mnoho společného, pokud jde o flóru a faunu. Všechny ostrovy Makaronésie jsou sopečného původu a nikdy nebyly součástí žádného kontinentu, proto na nich roste řada společných endemitů. Známé jsou místní vavřínové lesy (laurisilva), které kdysi pokrývaly většinu povrchu Azorských ostrovů, Madeiry a části Kanárských ostrovů v nadmořských výškách od 400 do 1200 m n. m. Ostrovy mají stejné tropické, nebo subtropické klima. Azory a Madeirské souostroví mají chladnější a vlhčí klima než Kanárské ostrovy a Kapverdy.